# ديزري (مغنية)
ديزيريه أنيت ويكس (بالإنجليزية: Des'ree)‏ الشهيرة بديزري (من مواليد 30 نوفمبر 1968) هي مغنية آر أند بي معاصر بريطانية حازت على شهرة وشعبية واسعة خلال التسعينيات بأغاني شهيرة منها : "Feel So High" (التي سجلت بثلاثة مقاطع فيديو موسيقية مختلفة)، "You Gotta Be" ، "Life" ، و (أقبلك) "Kissing You" (الموسيقى التصويرية لفيلم روميو + جولييت) . في عام 1999 حصلت على جائزة بريت لأفضل فنانة بريطانية منفردة.
منذ ألبوم Dream Soldier عام 2003 لم تصدر ديزري أي عمل فني جديد.

## روابط خارجية
- ديسري اليابان
- ديسري موقع أول ميوزيك
- ديزري على موقع IMDb (الإنجليزية)
- ديزري على موقع ميوزك برينز (الإنجليزية)
- ديزري على موقع أول ميوزيك (الإنجليزية)
- ديزري على موقع ديسكوغز (الإنجليزية)
- ديزري على موقع قاعدة بيانات الفيلم (الإنجليزية)
- ديزري على موقع كينوبويسك (الروسية)